# كريس ريتشاردز
كريس ريتشاردز هو لاعب هوكي الجليد كندي، ولد في 10 أكتوبر 1975 في كورنوال في كندا.

## وصلات خارجية
- كريس ريتشاردز على موقع EliteProspects.com (الإنجليزية)
- كريس ريتشاردز على موقع HockeyDB.com (الإنجليزية)